# Грб Апенцел Инеродена
Грб Апенцел Инеродена је званични симбол швајцарског кантона Апенцел Инеродена. Грб датира са краја XIV вијека.

## Опис грба
Грб кантона Апенцел Инероден је изведен из историјског грба Апенцела. Кантон Апенцел је основан крајем 14. вијека, а већ 1411. године постао је самосталан кантон, те 1513. приступио Швајцарској конфедерацији.
Грбови са медвједом датирају из 1403. године и изведени су из грба  опатије Сент Галена. Територија овог кантона историјски је била у посједништву Сентгаленске опатије. Разлика са грбом опатије је сребрни штит, док је код опатије медвјед на златном пољу. На медвједу је јасно приказана његова мушкост и Савјет Апенцела је ту био веома строг у захтјеву о наглашавању тог детаља. Када је 1477. године објављен календар у ком се не може видјети пол медвједа, Савјет кантона је оштро реаговао објавом у којој се критикује такав изглед медвједа јер је „приказан као женка медвједа“. Након овог реаговања, на грб је касније додан и пол медвједа.
Године 1597. кантон је подјељен на Апенцел Инероден и Апенцел Аусероден и оба нова кантона потребовали су нове грбове. Апенцел Инероден је наставио да користи стари грб, док је Апенцел Аусероден на грб додао латинична слова V и R.
Године 1948. покушало се доћи до заједничког симбола за оба дијела некадашњег Апенлел кантона, а приједлог за нови грб је био представљен на подјељеном штиту са два медвједа окренути један према другиома. Овај штит је кориштен у печата земље у 1948. године, али су кантони и даље користе своје одвојене грбове.